# بروفيتيس إلياس (بيلا)
بروفيتيس إلياس (باليونانية : Προφήτης Ηλίας) هي مدينة في بيلا في مقاطعة فوريا إلادا في اليونان.